# Heinrich Pahlings

Heinrich Pahlings

Heinrich Pahlings (* 31. März 1904 in Krefeld; † 2. Mai 1947 im Internierungslager Eselheide bei Paderborn) war ein deutscher Politiker (NSDAP) und SA-Führer.

## Leben und Wirken
Nach dem Besuch der Volksschule in den Jahren 1910 bis 1913 und des Realgymnasiums in Krefeld war Pahlings von 1920 bis 1921 als Volontär in einer Maschinenfabrik tätig. Anschließend war er an der höheren Handelsschule in Krefeld tätig. 1922 trat er in den mittleren Verwaltungsdienst bei der Stadtverwaltung in Krefeld ein. Im Januar 1924 wurde er selbständiger Kaufmann. 1933 kehrte er als Angestellter in die Stadtverwaltung von Krefeld zurück.
Politisch engagierte Pahlings sich seit den frühen 1920er Jahren in Kreisen der extremen politischen Rechten: 1922 wurde er Mitglied des Deutsch-völkischen Schutz- und Trutzbundes und später auch des Völkisch-Sozialen Blocks. Zum 28. Dezember 1925 trat er in die NSDAP ein (Mitgliedsnummer 26.322). Am 1. April 1925 beteiligte er sich an der Gründung der Sturmabteilung (SA) in Krefeld, in der er seit dem 1. Juli 1927 als Führer fungierte. Am 1. März 1932 folgte die Beförderung zum Standartenführer. Am 8. September 1936 wurde er Oberführer des NSKK, zu dem er übergetreten war.
Von November 1933 bis zum Ende der NS-Herrschaft im Frühjahr 1945 saß Pahlings als Abgeordneter im nationalsozialistischen Reichstag, in dem er den Wahlkreis 22 (Düsseldorf Ost) vertrat. Daneben war er seit dem 12. März 1933 Mitglied der Stadtverordneten- und der Bezirksverordnetenversammlung von Krefeld-Uerdingen sowie Ratsherr in Krefeld.